# Салимгареев, Рафаэль Аглямович
Салимгареев Рафаэль Аглямович (род. 7 октября 1948 года) — скульптор, художник декоративно-прикладного искусства. Заслуженный художник РБ (1995). Член Союза художников РФ с 1982 года. Почетный работник среднего специального
образования РФ (2003).

## Биография
Салимгареев Рафаэль Аглямович родился 7 октября 1948 года в Уфе.
В 1968 году окончил Художественно-графическое отделение Уфимского педагогического училища № 2, в 1979 году — исторический факультет Башкирского государственного педагогического института.
Живёт в г. Уфе. Работает с глиной. Большая часть работ Рафаэля Салимгареева — декоративно-пространственные композиции, предназначенные для украшения интерьера.
Член Союза художников СССР (РФ) с 1982 года, творческого объединения «Артыш» с 1995 года.
Работы художника хранятся в БГХМ им. М. В. Нестерова в Уфе, ГМВЦ РОСИЗО в Москве, в Магнитогорской картинной галерее.

## Работы
«Солнечные ванны» (шамот), блюдо «Цветы» (шамот, эмали, глазурь), изделия малых скульптурных форм, барельефов, декоративных блюд, ваз и др.

## Выставки
Салимгареев Рафаэль Аглямович — участник республиканских, зональных, региональных, межрегиональной, всероссийских, всесоюзных и зарубежных выставок с 1974 года.

## Награды и звания
Заслуженный художник РБ (1995).